# Bátorliget
Bátorliget ist eine ungarische Gemeinde im Kreis Nyírbátor im Komitat Szabolcs-Szatmár-Bereg. Zur Gemeinde gehört der südwestlich gelegene Ortsteil Pilisújtanya.

## Geografische Lage
Bátorliget liegt 20 Kilometer südöstlich der Kreisstadt Nyírbátor, gut 2 Kilometer von der Grenze zu Rumänien entfernt. Die Nachbargemeinde Terem liegt nördlich, jenseits der Grenze fünf Kilometer östlich befindet sich der rumänische Ort Urziceni-Pădure.

## Sehenswürdigkeiten
- Naturkundemuseum (Ősláp Múzeum)
- Naturschutzgebiete (Bátorligeti Ősláp Természetvédelmi Terület und Fényi-erdő Természetvédelmi Terület)
- Griechisch-katholische Kirche Jézus Szíve
- Griechisch-katholische Kirche Keresztelő Szent János im Ortsteil Pilisújtanya
- Reformierte Kirche, erbaut 1957–1958
- Römisch-katholische Kapelle Magyarok Nagyasszonya
- Weltkriegsdenkmal (II. világháborús emlékmű)

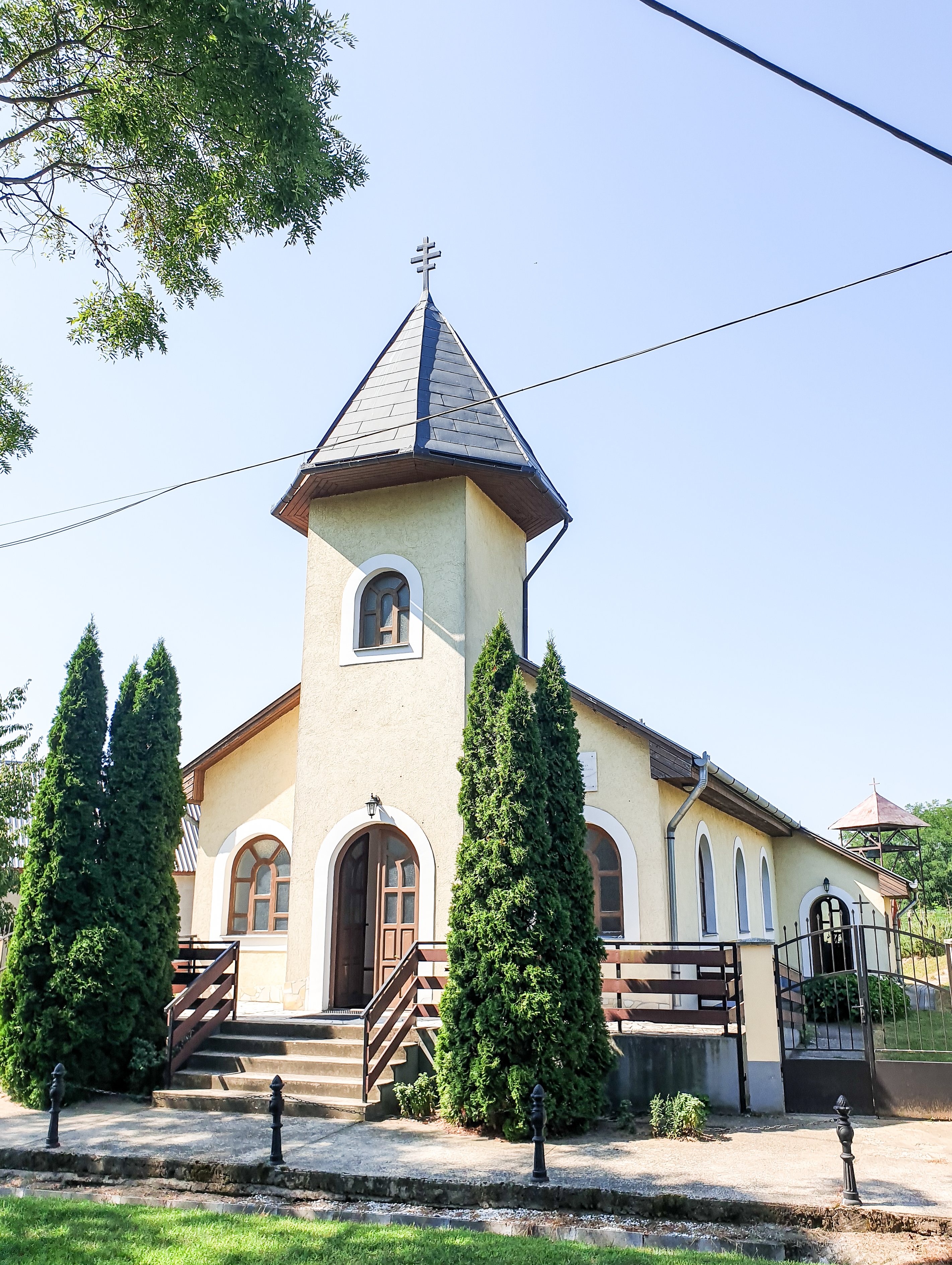
Griechisch-katholische Kirche Jézus Szíve
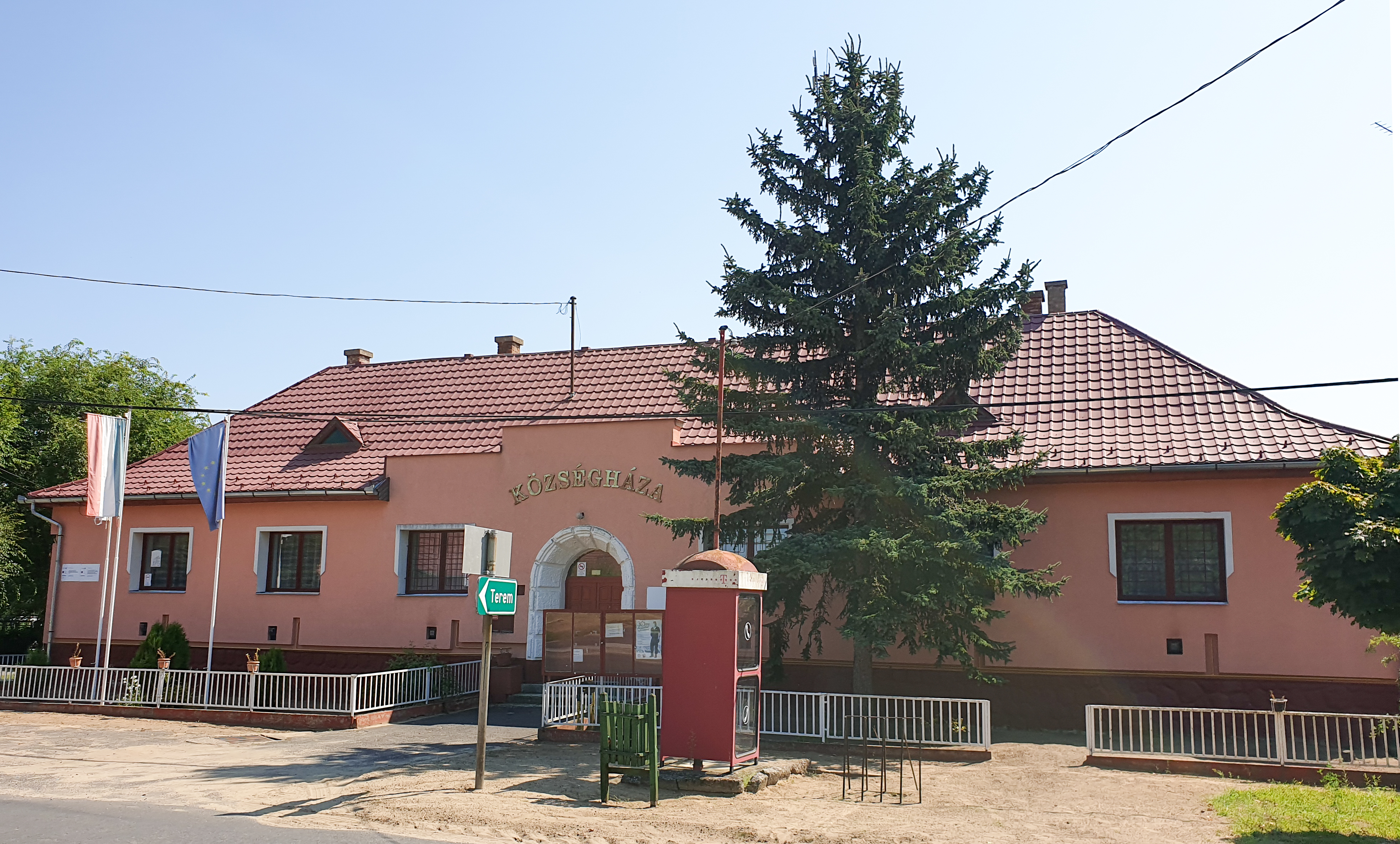
Gemeindeverwaltung
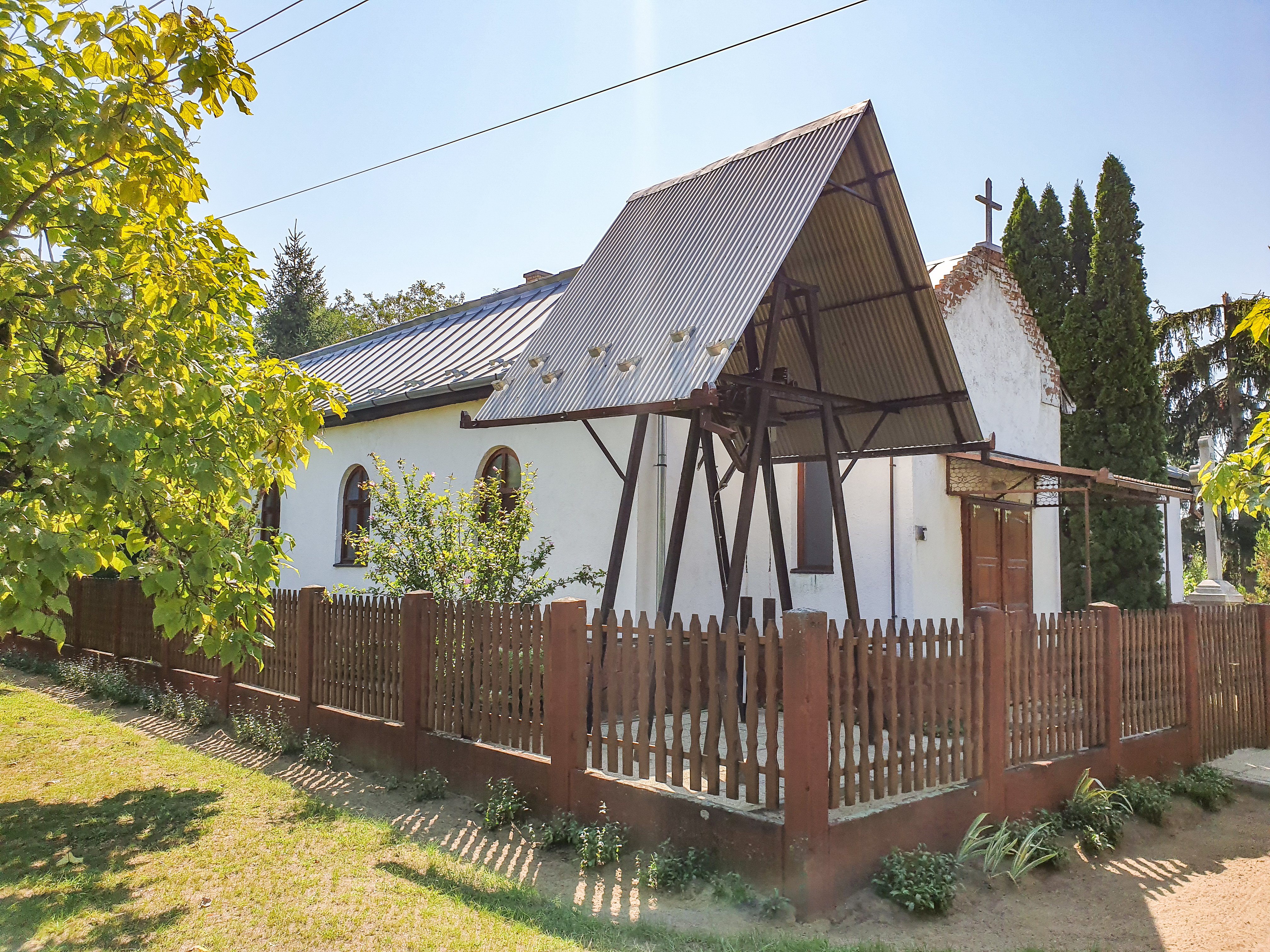
Römisch-katholische Kapelle Magyarok Nagyasszonya

## Verkehr
Durch Bátorliget verläuft die Nebenstraße Nr. 49149. Es bestehen Busverbindungen über Terem und Nyírvasvári nach Nyírbátor. Die nächstgelegenen Bahnhöfe befinden sich in Nyírbátor und Tiborszállás.